# Diaporthe hederae
Diaporthe hederae är en svampart som beskrevs av Lewis Edgar Wehmeyer 1934. Arten ingår i släktet Diaporthe och familjen Diaporthaceae. Inga underarter finns listade.